# Great Inagua
Great Inagua è la terza isola più grande dell'arcipelago delle Bahamas con una superficie di 1.544 km², situata a circa 90 km della punta orientale dell'isola di Cuba. L'isola misura circa 90 km di lunghezza per 30 km di larghezza. Il punto più elevato è posto a 33 metri sul livello del mare a Est Hill.
All'interno dei Great Inagua sono presenti diversi laghi, il più importante dei quali è il Lago Windsor (chiamato anche Lago Rosa) che occupa quasi 1 / 4 della superficie dell'isola.
La popolazione di Great Inagua è di soli 969 abitanti (al censimento del 2000).
Il capoluogo dell'isola e il solo porto è Matthew Town, dal nome di George Matthew, governatore delle Bahamas nel XIX secolo. Nell'area è attiva un'industria di produzione di sale marino.
È il covo di Edward Kenway nel videogioco Assassin's Creed IV: Black Flag.